# Twisted Wires & the Acoustic Sessions
Twisted Wires & the Acoustic Sessions è il primo album acustico registrato in studio dal gruppo musicale statunitense Tesla. È stato pubblicato il 12 luglio 2011. L'album contiene nuove versioni di alcuni vecchi pezzi del gruppo più i tre brani inediti 2nd Street, Better Off Without You e I Love You. Cinque tracce sono state registrate nel 2005 con il chitarrista Tommy Skeoch.

## Tracce
1. Into The Now[a] – 4:26 (da Into the Now)
2. Hang Tough[a] – 4:42 (da The Great Radio Controversy)
3. 2nd Street – 4:40 (traccia inedita)
4. Edison's Medicine[a] – 5:50 (da Psychotic Supper)
5. What You Give – 7:28 (da Psychotic Supper)
6. Better Off Without You – 4:24 (traccia inedita)
7. Shine Away[a] – 7:06 (da Bust a Nut)
8. I Love You[a] – 4:05 (traccia inedita)
9. Changes – 6:05 (da Mechanical Resonance)
10. Alot to Lose – 5:21 (da Bust a Nut)
11. Caught in a Dream – 4:55 (da Into the Now)
12. Song & Emotion – 6:20 (da Psychotic Supper)

Nota
^a Registrate nel 2005 con Tommy Skeoch.

## Formazione
- Jeff Keith – voce
- Frank Hannon – chitarra elettrica, chitarra acustica, tastiere, cori
- Brian Wheat – basso, cori
- Troy Luccketta – batteria e percussioni
- Dave Rude – chitarra elettrica, chitarra acustica, slide guitar, cori